# Brachinus sclopeta
Brachinus sclopeta ist ein Käfer aus der Familie der Laufkäfer und der Unterfamilie der Bombardierkäfer. Er gehört zur Untergattung Brachynidius, die in Europa mit dreizehn teils schwer zu unterscheidenden Arten vertreten ist.
Der Gattungsname Brachinus und der Name der Untergattung Brachynidius ist von altgriechisch βραχαίνω brachaino ‚ich kürze ab‘ hergeleitet und nimmt auf die verkürzten Flügeldecken Bezug. Der Artname sclopeta von lat. sclopēta ‚Klapps, Schall‘ spielt auf das Geräusch an, das der Käfer in Verbindung mit einer chemischen Reaktion erzeugen kann.

## Merkmale des Käfers
Der lebhaft bunt gefärbte Käfer erreicht eine Länge von fünf bis sieben Millimetern. Die leicht glänzenden Flügeldecken sind stahlblau bis veilchenblau, Kopf, Brust, Hinterleib und Körperanhänge gelblich rot bis ziegelrot.
Der Kopf ist etwas breiter als der Halsschild, die Mundwerkzeuge zeigen nach vorn. Die Oberkiefer haben eine nach innen gekrümmte Spitze, der Innenrand ist gezähnt. Das Endglied des Lippentaster ist länglich eiförmig und am Ende abgestutzt. Die elfgliedrigen Fühler sind fadenförmig und ab dem dritten Glied fein behaart.
Der herzförmige Halsschild ist länger als breit. Der Seitenrand ist aufgeworfen.
Die größtenteils blauen glänzenden Flügeldecken haben an der Basis entlang der Naht einen roten bis braunen, schmalen, nicht scharf begrenzten Längsfleck (Scutellarfleck). Im Normalfall erstreckt er sich über das erste Drittel der Flügeldecke und verbreitert sich am Ende wenig. Die Flügeldecken sind oben flach und haben als Merkmal der Untergattung relativ ausgeprägte Schultern. Sie sind spärlich sehr fein punktiert und so kurz behaart, dass sich die Härchen nicht überschneiden. Punktstreifen sind in der Regel sehr flach und fein ausgebildet, können aber auch fehlen. Hinten sind die Flügeldecken fast geradlinig abgestutzt und lassen einen kleinen Teil des Hinterleibs unbedeckt. Das Ende der Flügeldecken ist mit einem sehr schmalen und feinen Saum versehen, an dem jedoch locker gestellte Borsten fehlen und der nicht dicht mit feinen sehr kurzen Haaren besetzt ist.

## Biologie
Die Art lebt vorzugsweise aber nicht ausschließlich in feuchten Habitaten, auf Wiesen, auch in Gärten und an Ufern von Gewässern. Der Käfer ist unter Ästen und Steinen, zwischen Pflanzenwurzeln und in Erdspalten zu finden.
Als namensgebende Eigenschaft können die Bombardierkäfer ein Gasgemisch ausstoßen, das an der Luft hörbar explodiert. Dabei treten Temperaturen bis zu 100 °C auf.  Die auffallende Färbung von Brachinus sclopeta wird als Warnfärbung aufgefasst, die Räuber schneller erkennen lassen, dass die Beute ungenießbar ist. Dass verschiedene Räuber Brachinus sclopeta deutlich weniger häufig angreifen als alternative Beutetiere, ist in Versuchsreihen nachgewiesen.
Das Ausstoßen des explodierenden Gemischs dient jedoch nicht nur der Verteidigung, sondern spielt eine Rolle als Stimulans zur gegenseitigen Anlockung von Artgenossen. Brachinus sclopeta lebt gesellig und häufig mit anderen Käfern vergesellschaftet. Bei mehrjährigen Laborversuchen kombiniert mit Freilandbeobachtungen wurde nachgewiesen, dass der Grad der Vergesellschaftung innerhalb der Art im Verlauf des Jahres zyklisch schwankt. Im Herbst und Winter ist die innerartliche Gruppenbildung am intensivsten. Im Frühjahr nimmt die Tendenz der Gruppenbildung deutlich ab. Sie erreicht zwei Minima, erlischt aber nie völlig. Das erste Minimum liegt etwa einen Monat vor den Paarungen, danach wird die Tendenz der Gruppenbildung wieder größer. Es folgt ein zweites Minimum nach Abschluss der Paarungen. Die Paarungen finden von März bis Mai statt, bei Populationen aus Südfrankreich früher als bei weiter nördlich gelegenen Populationen. Die Eiablage findet etwa zwei Monate nach den ersten Paarungen statt. Die ersten Larven werden ab Ende Mai beobachtet. Im Labor lebte Brachinus sclopeta fünf Jahre lang. Die beiden Minima werden nicht durch verschiedenes Verhalten der Geschlechter bedingt, sondern die Tendenz zur Gruppenbildung verläuft in beiden Geschlechtern zeitlich parallel.
In Versuchsreihen wurde festgestellt, dass der Laufkäfer Anchomenus dorsalis von dem Zusammenleben mit Brachinus sclopeta profitiert. Anchomenus dorsalis ahmt nicht nur in Größe, Färbung und Oberflächenstruktur Brachinus sclopeta nach, sondern reibt sich an ihm beziehungsweise im Versuch an mit dessen Duftstoffen getränkten Spezialpapier. Von vier getesteten Räubern wird er deutlich weniger angegriffen als alternative Beute.
Soweit untersucht, leben die Larven von Arten der Gattung Brachinus ektoparasitisch auf den Puppen von Käferarten. Sie zeigen drei Larvenstadien, die sich alle von der gleichen Puppe ernähren. Die Entwicklungszyklen von Parasit und Wirt sind entsprechend aufeinander abgestimmt. Für Brachinus sclopeta käme der Laufkäfer Amara dorsalis in Frage.

## Verbreitung
Die Art ist hauptsächlich im südlichen Europa und in Nordafrika verbreitet. Sie erreicht jedoch noch Großbritannien. Außerdem ist sie aus Nordpersien gemeldet.